# Abdulhadi
Abdulhadi (arabisch عبد الهادي, DMG ʿAbd al-Hādī) ist ein männlicher arabischer Vorname.

## Herkunft und Bedeutung
Der Name setzt sich aus den Worten „Abd“, „al“ und „Hadi“ zusammen und bedeutet ‚Diener des Leitenden‘. „Al-Hādī“ ist der 94. der 99 Gottesnamen im Koran und bedeutet „der Leitung gebende“.

## Varianten
Wie bei allen Personennamen, die die arabische Wortgruppe Abd al („Diener von“) enthalten, wird der zweite Vokal nicht betont. Dadurch sind verschiedene Varianten im Gebrauch, in erster Linie Abdelhadi und Abd-al Hadi. Zudem kann der Name mit einem y statt einem i transkribiert werden, wodurch die Varianten Abdelhady und Abdulhady entstehen.

## Namensträger
- Abdelhadi Boutaleb (1923–2009), marokkanischer Diplomat
- Abdelhadi Soudi, marokkanischer Linguist
- Abdelhadi Tazi (1921–2015), marokkanischer Historiker
- Abdel Hadi al-Qasabi, ägyptischer Scheich
- Abdul Hadi al Iraqi (* 1961), kurdischer angeblicher Terrorist
- Abdul Hadi Dawi Pareshan (1894–1982), afghanischer Dichter und Beamter
- Issa Abdelhadi (* 1983), tschadischer Fußballschiedsrichter
- Maryam Abdulhadi al-Khawaja (* 1987), bahrainische Menschenrechtsaktivistin